# Joyeuse
Joyeuse è un comune francese di 1 682 abitanti situato nel dipartimento dell'Ardèche della regione dell'Alvernia-Rodano-Alpi.

## Storia

### Simboli
Lo stemma riprende il blasone dei signori di Joyeuse.

## Società

### Evoluzione demografica
Abitanti censiti